# Erictonio de Dardania
Según la mitología griega, Erictonio (griego antiguo Εριχθóνĭος) era el segundo hijo de Dárdano, rey de Dardania, y de su mujer Batía, hija de Teucro. Sucedió a su padre, ya que su hermano mayor Ilo murió prematuramente. Se casó con Astíoque, hija del dios río Simois. de la cual tuvo un hijo, Tros. Otros dicen que su la madre de Erictonio era una tal Olizone, hija de Fineo. En una fuente Erictonio también es referido como el padre de Ganimedes.

Fundamentalmente, todo lo que se sabe de Erictonio proviene de Homero:
«Zeus primero engendró a Dárdano y fundó Dardania cuando la sagrada Ilio todavía no estaba edificada en la llanura, ciudad de míseras gentes, sino que aún habitaban las faldas del Ida, rico en manantiales. Dárdano, a su vez tuvo por hijo al rey Erictonio, que llegó a ser el más opulento de los hombres mortales: de él se apacentaban en la pradera tres mil yeguas, todas hembras (...) Incluso el Bóreas se enamoró de ellas la verlas pacer y tomando figura de caballo, de oscuras crines, las cubrió; y ellas, preñadas, parieron doce potros. (...) Erictonio engendró a Tros, soberano de los troyanos. Y, a su vez, de Tros nacieron tres intachables hijos, Ilo, Asáraco y Ganimedes, comparable a un dios, que fue el más bello de los hombres mortales».
Estrabón recoge, pero descarta, la afirmación de «algunos escritores más recientes» de que Teucro procedía de un demo ático, supuestamente llamado Troes (que significa «troyanos») en la época mítica. Es probable que el Erictonio troyano y el Erictonio ático fueran en origen el mismo personaje, desdoblado en dos leyendas regionales diferentes.